# Dolores R. Piperno
Dolores Rita Piperno (* 7. April 1949) ist eine US-amerikanische Anthropologin sowie Archäobotanikerin und Paläobotanikerin am National Museum of Natural History und dem Smithsonian Tropical Research Institute.
Piperno befasst sich mit Spuren, die domestizierte Pflanzen noch nach tausenden von Jahren hinterlassen. Zu diesen Spuren gehören unter anderem Phytolithen, Pollen und Holzkohle. Piperno rekonstruiert so die Domestizierungsgeschichte verschiedener Nutzpflanzen und die Ökologiegeschichte des prähistorischen Menschen und seiner Lebensräume.

## Leben und Wirken
Piperno erwarb 1971 an der Rutgers University in Camden, New Jersey, einen Bachelor in Medizintechnik. Nach dem Studium arbeitete sie zunächst fünf Jahre für Scott Murphy in der hämatologischen Forschung. 1976 begann Piperno ein Studium der Anthropologie an der Temple University in Philadelphia, Pennsylvania, unter anderem bei Anthony J. Ranere. Sie setzte ihren Schwerpunkt in der Archäobotanik. Für ihre Masterarbeit untersuchte sie Phytolithen, kleine komplex geformte pflanzliche Einschlusskörperchen aus Siliciumdioxid, die unter anderem die Pflanze gegen Herbivoren schützen sollen. Für ihre Dissertation (1983) untersuchte sie Phytolithen in Material, das in einem Abri bei Aguadulce, Panama, ausgegraben worden war.
Als Postdoktorandin am Smithsonian Tropical Research Institute (STRI) setzte Piperno ihre Studien fort und konnte erstmals Spuren zahlreicher Pflanzen und Feldfrüchte in tropischen Sedimenten nachweisen. Unter anderem konnte sie zeigen, dass in Panama Mais schon vor etwa 7.000 Jahren kultiviert wurde. Eine weitere Station als Postdoktorandin bei den Paläoökologen Mark Bush und Paul Colinvaux an der Ohio State University führte Piperno an den Amazonas von Ecuador, wo sie Bohrkerne aus Amazonas-Seen untersuchte. Auch hier fand sie 6.000 Jahre alte Phytolithen und Pollen des Mais und konnte erheblichen menschlichen Einfluss auf den Wald nachweisen. Die Anwesenheit von Menschen in diesem bis dahin archäologisch nicht untersuchten Teil der Welt bereits zu präkolumbischen Zeiten war damit nachgewiesen und das Bild des Amazonas-Regenwaldes als „unberührter Wald“ erschüttert und durch ein Konzept einer Kulturlandschaft ergänzt. Piperno konnte die Konsistenz ihrer Daten durch die Hinzunahme von Holzkohle-Analysen verbessern.
1988 erhielt Piperno eine feste Anstellung am STRI. Sie untersuchte unter anderem Sedimente im Kratersee des La Yeguada, dessen Alter sie auf 14.000 Jahre schätzte, womit Informationen über Klima und Vegetation während der letzten Kaltzeit und über die Änderungen der Umweltbedingungen während des Übergangs vom Pleistozän zum Holozän zu gewinnen waren. Ebenfalls konnte sie zeigen, dass in Panama Brandrodungen schon vor mehr als 7.000 Jahren durchgeführt wurden und die Kultivierung von Mais zu diesem Zeitpunkt bereits stattgefunden hatte. Auch muss der Urwald von Panama dichter menschlich besiedelt gewesen sein, als man es sich bis dahin vorgestellt hatte. Weitere Arbeiten befassten sich mit der Kultivierungsgeschichte von Kürbissen. Gemeinsam mit Deborah Pearsall weitete Piperno die Methode der Phytolithen-Analyse Anfang der 1990er Jahre auf Kulturpflanzen aus anderen Teilen der Welt aus, zum Beispiel Reis. Unter Hinzunahme von Ergebnissen molekularbiologischer Untersuchungen konnten die Erkenntnisse über die Geschichte der Domestizierung von Wildpflanzen wesentlich verbessert werden.
Anfang der 1990er-Jahre wandte sich Piperno Kulturpflanzen zu, die in den tropischen Regionen heimisch sind, aber weder Phytolithen noch Pollen in verwertbarer Form ausbilden, darunter Maniok und Yams. Sie analysierte Spuren von Stärke, die sich an 5.000 bis 7.000 Jahre alten Steinwerkzeugen aus der Nähe von Aguadulce finden und sich Maniok, Mais, Yams und Pfeilwurz zuordnen ließen. Kontrollproben stammten aus einer Vielzahl von modernen Nutzpflanzen. Die gewonnenen Daten untermauerten die mit den anderen Methoden gewonnenen Erkenntnisse zur Domestizierungsgeschichte des Mais. Eine der ältesten untersuchten Proben war Stärke aus Hordeum spontaneum (Wildgerste) an einem 20.000 Jahre alten steinernen Mahlwerkzeug aus Israel.
Jüngere Arbeiten Pipernos befassen sich mit der Frage, wann und wo Mais domestiziert wurde. Sie identifizierte das Tal des Río Balsas als wahrscheinlichen Ursprung der Kultivierung von Mais (und Kürbissen) vor mindestens 8.700 Jahren. Seit 2004 gehört Piperno zu den wissenschaftlichen Kuratoren des National Museum of Natural History in Washington, D.C.
Neueste Arbeiten berühren die evolutionäre Entwicklungsbiologie und befassen sich mit Modellen zur ökologischen Potenz von Pflanzen während des Prozesses der Domestizierung. Diese Arbeiten beinhalten genetische Methoden wie RNA-Seq zur Bestimmung der Genexpression bei Wildpflanzen unter verschiedenen ökologischen Bedingungen. So soll das Konzept der genetischen Assimilation im Rahmen der synthetischen Evolutionstheorie überprüft werden.
Dolores Piperno hat eine Tochter.

## Auszeichnungen (Auswahl)
- 2003 Fellow der American Association for the Advancement of Science[1]
- 2005 Mitglied der American Academy of Arts and Sciences[2]
- 2005 Mitglied der National Academy of Sciences[3]
- 2006 Orden de Vasco Nuñez de Balboa, der höchste zivile Orden Panamas

## Schriften (Auswahl)
- Phytolith Analysis. An Archaeological and Geological Perspective. Academic Press, San Diego CA u. a. 1988, ISBN 0-12-557175-5.
- mit Deborah M. Pearsall: The Origins of Agriculture in the Lowland Neotropics. Academic Press, San Diego CA u. a. 1998, ISBN 0-12-557180-1.
- Phytoliths. A Comprehensive Guide for Archaeologists and Paleoecologists. AltaMira Press, Lanham MD u. a. 2006, ISBN 0-7591-0384-4.